# John Long
John Long, född 21 juli 1953 i Indio i Kalifornien, är en amerikansk sportklättrare och författare.
Long är associerad med klättringslägret Camp 4 i Yosemitedalen i hemstaten Kalifornien.
Under 1970-talet var Long associerad med bergsklättringsgruppen Stonemasters i Kalifornien, som förutom Long även inbegrep klättrare som bland annat Jim Bridwell, Ron Kauk, John Bachar, Tobin Sorenson och Longs flickvän Lynn Hill.
Long är krediterad som en av författarna bakom filmen Cliffhanger från 1993.